# كاكورو

نموذج من لعبة الكاكورو

الكاكورو، هي إحدى الألعاب الذهنية (أو ما يسمى بألعاب الأحاجي) التي تعتبر كصياغة رقمية للكلمات المتقاطعة .
تعرف هذه اللعبة (ذات الأصل الياباني) انتشارا كبيرا في موطنها الأصلي وفي العديد من دول العالم، في إنجلترا بدأت جريدة الغارديان منذ سبتمبر 2005 بنشر شبكات من لعبة الكاكورو في أعدادها اليومية ،ونظرا لإعجاب القراء بهذه اللعبة لحقتها العديد من الصحف البريطانية الأخرى .

حل للنموذج المقترح أعلاه

## التعريف باللعبة
تتكون لعبة الكاكورو من جدول (عادة بمقياس 16 خانة × 16 خانة ) يحتوي على نوعين من الخانات ، خانات شاغرة (خانات بيضاء) وخانات مملوءة (خانات سوداء) ،كل خانة سوداء مقسمة إلى جزءين بخط مائل ، كل جزء منها يحمل عدد ، كما أن الخط الأفقي العلوي والخط العمودي الأيسر كلاهما يحمل خانات سوداء .

## طريقة اللعب
الهدف من هذه اللعبة هو ملئ الخانات البيضاء بأرقام محصورة بين 1 و 9 بحيث يساوي مجموع أرقام الخانات البيضاء العدد المقابل لها بالخانة السوداء ، بشرط أن لا تحوي مجموعة الأرقم هذه على أرقام مكررة . ( يعتبر هذا الشرط الميزة الأساسية للعبة الكاكورو، كونه لا يسمح بوجود إلا بحل وحيد لكل شبكة.

## مقالات ذات صلة
انظر أيضا :
- سودوكو
- الكوروماسو
- الكلمات المتقاطعة
- الكلمات السهمية
- ألعاب الأحاجي
- الألغاز اليابانية

## وصلات خارجية
- موقع يقترح شبكات من الكاكورو (موقع بالإنجليزية) نسخة محفوظة 30 أكتوبر 2007 على موقع واي باك مشين.
- الألغاز اليابانية